# Jean Driscoll
Jean Driscoll (Milwaukee, 18 novembre 1966) è un'atleta paralimpica statunitense.
Ha vinto otto volte la maratona di Boston nella divisione femminile di atleti in carrozzina, più di ogni altra atleta donna in qualsiasi divisione. Sette delle otto vittorie a Boston sono state consecutive, avvenute dal 1990 al 1996. Ha preso parte a quattro Paralimpiadi, partecipando alle gare dai 200 metri alla maratona, riuscendo a vincere cinque medaglie d'oro, tre d'argento e quattro di bronzo.

## Biografia

### Infanzia
Nata con la spina bifida, Driscoll è cresciuta a Milwaukee, nel Wisconsin. Ha iniziato a usare la sedia a rotelle al liceo ed è stata coinvolta in vari sport su sedia a rotelle. Fu scelta per giocare a pallacanestro in carrozzina presso l'Università dell'Illinois, e mentre era lì si unì alla squadra di atletica leggera della scuola. Ha gareggiato alle sue prime Paralimpiadi a Seul 1988, vincendo il bronzo nelle corse da 200 e 400 metri, argento nella 4×100 metri e oro nella 4×200 metri.

### Carriera sportiva
La sua prima grande vittoria in atletica arrivò nel 1989, quando batté Candace Cable al Lilac Bloomsday 12k a Spokane. Dopo questo successo, il suo allenatore Marty Morse la convinse a provare la maratona. Driscoll partecipò alla maratona di Chicago del 1989 e ottenne un risultato utile per qualificarsi alla successiva Maratona di Boston. Su sollecitazione di Morse, accettò con riluttanza di correre a Boston; a quel tempo, non era interessata a diventare una maratoneta regolare e desiderava continuare a correre su distanze più brevi.
Driscoll vinse la maratona di Boston del 1990 nel miglior tempo mondiale di 1h43'17", dando inizio ad una serie di vittorie di sette anni in quella gara. Stabilì un record mondiale alla gara del 1991 con un tempo di 1h42'42", e vinse la sua quinta Boston battendo il record mondiale una quinta volta nel 1994, nonostante un attacco d'intossicazione alimentare giorni prima della gara e l'arcigna concorrente australiana Louise Sauvage. Con la vittoria di Driscoll nel 1996, divenne la prima persona a vincere sette maratone di Boston consecutive. La sua striscia si concluse l'anno successivo, quando una ruota della sua carrozzina rimase intrappolata in pista, facendola schiantare; Sauvage vinse quella gara. Alla corsa del 1998, Driscoll si accinge al traguardo come prima quando Sauvage le soffiò la vittoria, vincendo con una mezza ruota. Driscoll chiuse al secondo posto dietro Sauvage per la terza volta nel 1999. Nel 2000, Driscoll vinse per l'ottava e ultima volta, ottenendo più vittorie a Boston di qualsiasi altro atleta.
Alle Paralimpiadi del 1992, Driscoll vinse la medaglia d'oro nella staffetta 4×100 metri e gareggiò in altri tre eventi: le gare da 800, 1500 e 5000 metri. Quattro anni dopo ai Giochi di Atlanta, partecipò a quattro eventi vincendo medaglie in tutte e quattro le gare: oro nei 10000 metri e nella maratona, argento nei 5000 metri e bronzo nei 1500 metri. Aggiunse altre tre medaglie al suo palmarès alle Paralimpiadi di Sydney 2000, vincendo rispettivamente oro, argento e bronzo nella maratona, nei 1500 metri e nei 5000 metri.
Nel 2012, fu introdotta nella Hall of Fame olimpica degli Stati Uniti e all'inizio di quell'anno, la Lincoln Academy of Illinois assegnò a Driscoll il premio Ordine di Lincoln, il più alto riconoscimento conferito dallo Stato dell'Illinois.

### Madrina della Mariner of the Seas
Il 23 settembre 2003, la Royal Caribbean International annunciò che Jean Driscoll avrebbe fatto da madrina alla nuova nave della linea, la Mariner of the Seas, incaricandola di benedire la nave prima del suo viaggio inaugurale nel novembre 2003. Driscoll diede ufficialmente il nome alla nave durante la cerimonia a Port Canaveral, in Florida, il 14 novembre 2003. In un comunicato stampa rilasciato dalla Royal Caribbean, il presidente e CEO Richard Fain ha asserito che "Jean è una vera campionessa che eccelle in tutto ciò che fa, nell'arena sportiva e altrove. Ha dimostrato, ad esempio, che le disabilità fisiche non devono limitare le esperienze di vita e siamo orgogliosi di avere il suo spirito a capo di una nave progettata per garantire a tutti gli ospiti la piena partecipazione all'emozione di un'esperienza da crociera."

### Filantropia
Driscoll ha supportato la programmazione per atleti con disabilità viaggiando diverse volte in Africa occidentale e aiutando a crescere i primi atleti paralimpici nella storia di quei paesi. Nel 2004, Raphael Nkegbe e Ajara Busanga sono diventati i primi atleti ghanesi a rappresentare il loro paese ai Giochi paralimpici, gareggiando su pista per sedie a rotelle.

## Palmarès

### Giochi paralimpici
- 12 medaglie:
  - 5 oro (4×200 m a Seul 1988; 4×100 m a Barcellona 1992; 10000 m e maratona ad Atlanta 1996; maratona a Sydney 2000)
  - 3 argenti (4×100 m a Seul 1988; 5000 m ad Atlanta 1996; 1500 m a Sydney 2000)
  - 4 bronzi (200 m, 400 m a Seul 1988; 1500 m ad Atlanta 1996; 5000 m a Sydney 2000)